# (37105) 2000 UA101
2000 UA101 (asteroide 37105) é um asteroide da cintura principal. Possui uma excentricidade de 0.05846810 e uma inclinação de 9.11034º.
Este asteroide foi descoberto no dia 25 de outubro de 2000 por LINEAR em Socorro.